# Mesapamea rava
Mesapamea rava är en fjärilsart som beskrevs av Adrian Hardy Haworth 1809. Mesapamea rava ingår i släktet Mesapamea och familjen nattflyn. Inga underarter finns listade i Catalogue of Life.